# Gunther Baumann (Autor)
Gunther Baumann (* 25. Oktober 1952 in Köln) ist ein deutscher Journalist, Autor und Übersetzer, der seit 1968 in Wien lebt.

## Werdegang
1968 kam Baumann mit 15 Jahren aufgrund eines Jobwechsels seines Vaters nach Wien. Nach der Matura 1970 arbeitete er einige Monate in der Lokalredaktion Leverkusen der Kölnischen Rundschau, bevor er im Oktober 1970 in die Redaktion der Wiener Zeitung „Die Presse“ eintrat. 1979 gründete er, nach einer sechsmonatigen Lateinamerika-Reise, im Wiener Erb-Verlag als Chefredakteur das österreichische Musik- und HiFi-Magazin „Vox“. Gleichzeitig begann er, auf Einladung des damaligen Kultur-Chefs Karl Löbl, als Rock- und Jazz-Kritiker für den Wiener Kurier zu schreiben.
Im April 1982 trat Gunther Baumann in die Kulturredaktion des „Kurier“ ein, die damals von Herbert Hufnagl geleitet wurde. Er blieb, mit einer Unterbrechung in den Jahren 1987–1990, bis 2006 beim „Kurier“, wo er außer über Rock und Jazz auch über Theater, Musical, Kabarett und Film schrieb. Von 1990 bis 1993 war er Mitglied des international agierenden Chefreporter-Teams des „Kurier“. Seine Einsätze führten ihn nach Israel, Jordanien, in den Irak (Begegnung mit Saddam Hussein), nach Nicaragua (Begegnung mit Daniel Ortega), nach Russland, Weißrussland, Litauen, Lettland und Thailand. Im österreichischen Nationalrats-Wahlkampf 1990 begleitete er für den „Kurier“ eine Woche lang den damaligen Bundeskanzler Dr. Franz Vranitzky.
Neben seiner Tätigkeit als Kulturredakteur und Reporter gestaltete Baumann im „Kurier“ von 1991 bis 2006 die wöchentliche Sonderseite „Flugwelt“ – in jener Zeit die einzige regelmäßig erscheinende Spezialseite in einer deutschsprachigen Tageszeitung über Themen der Luftfahrt. Für diese Tätigkeit wurde er 2001 mit dem Luftfahrt-Publizistikpreis des Österreichischen Aero-Clubs ausgezeichnet.
Im Kulturbereich war Baumann seit 1987 als künstlerischer Konsulent für Emmy Werner, die Direktorin des Volkstheaters Wien, tätig. Im Rahmen dieser Funktion absolvierte er fünf Regieassistenzen und schrieb seine erste Übersetzung eines Theaterstücks: Das Broadway-Drama „Eine Frage der Ehre“ von Aaron Sorkin hatte am 17. Januar 1993 am Volkstheater Wien Premiere. Später schrieb Baumann neue Übersetzungen (Dialoge und Lyrics) der Musicals Victor/Victoria und A Chorus Line, die 2010 bzw. 2012 beim Festival Stockerau (Intendanz: Alfons Haider) gespielt wurden.
2002 veröffentlichte Baumann sein erstes Buch, die Joe-Zawinul-Biografie „Ein Leben aus Jazz“. 2004 schrieb er zum 50-Jahre-Jubiläum des „Kurier“ den Reportagen-Band „Hinter den Schlagzeilen“.
Von 2006 bis 2012 war Baumann Ressortleiter Film und stellvertretender Ressortleiter Kultur der neuen Wiener Tageszeitung Österreich.
2013 gründete Baumann das Online-Filmmagazin FilmClicks, das als Online-Medienpartner die österreichischen Filmfestivals Viennale, Diagonale und Crossing Europe begleitete. FilmClicks etablierte sich rasch am Markt, doch die Corona-Krise mit ihren langen Lockdowns, die auch weitreichende Kino-Sperren zur Folge hatte, entzog dem Magazin die ökonomische Existenzgrundlage. 2020 hat FilmClicks die Veröffentlichung neuer Beiträge eingestellt. Die Filmkritiken, Star-Interviews und Festival-Reportagen aus den Jahren 2013 bis 2020 sind noch über die Suchfunktion von filmclicks.at abrufbar.
Von März 2015 bis Juni 2017 war Gunther Baumann mit allwöchentlichen Auftritten in den Sendungen „Servus am Morgen“ und „Servus am Abend“ als ständiger Filmexperte für den österreichischen Privatsender ServusTV tätig. Ab November 2021 schrieb er Filmkritiken und gelegentliche Interviews für das Feuilleton der „Wiener Zeitung“. Diese Tätigkeit endete im Juni 2023 mit der Einstellung der Druckausgabe der Wiener Zeitung.
Seit Jänner 2024 zählt Baumann zum Kreis der Autoren der neuen österreichischen Kultur-Monatszeitung „Das Feuilleton“, die nach einer erfolgreichen Crowdfunding-Aktion von drei ehemaligen Redaktionsmitgliedern der „Wiener Zeitung“ – Bernhard Baumgartner, Christina Böhm und Matthias Greuling – herausgegeben wird. Gemeinsam mit Greuling arbeitet Baumann auch an dessen Film-Printmagazinen „Celluloid“ und „C Magazine“.

## Mitgliedschaft
- Österreichischer P.E.N.-Club
- 1. FC Köln

## Veröffentlichungen
- Zawinul: Ein Leben aus Jazz, Residenz Verlag 2002, ISBN 978-3-7017-1291-5.
- Hinter den Schlagzeilen: Zeit. Zeitung. Zeitgeschehen. 50 Jahre Kurier, mit Peter Rabl, Linde Verlag, Wien 2004, ISBN 978-3-7142-0019-5.